# Plagiochasma sessilicephalum
Plagiochasma sessilicephalum là một loài rêu trong họ Aytoniaceae. Loài này được Horik. mô tả khoa học đầu tiên năm 1934.